# Municipio de Derry (condado de Montour)
El municipio de Derry  (en inglés: Derry Township) es un municipio ubicado en el condado de Montour en el estado estadounidense de Pensilvania. En el año 2000 tenía una población de 1.215 habitantes y una densidad poblacional de 29.1 personas por km².

## Geografía
El municipio de Derry se encuentra ubicado en las coordenadas 41°03′00″N 76°37′59″O / 41.05000, -76.63306.

## Demografía
Según la Oficina del Censo en 2000 los ingresos medios por hogar en la localidad eran de $33,696 y los ingresos medios por familia eran $37,426. Los hombres tenían unos ingresos medios de $31,100 frente a los $20,341 para las mujeres. La renta per cápita para la localidad era de $15,161. Alrededor del 13,9% de la población estaban por debajo del umbral de pobreza.